# Bresternica
Bresternica – wieś w Słowenii, w gminie miejskiej Maribor. W 2018 roku liczyła 1284 mieszkańców. 